# Llista de governants i prínceps de Transsilvània

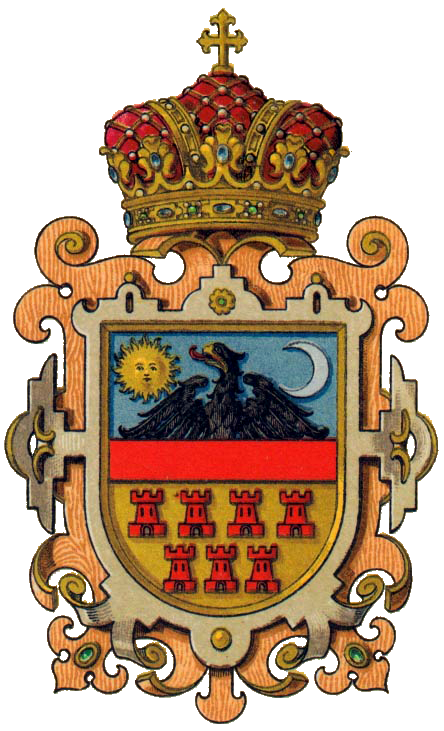
Escut del Gran Principat de Transilvania.

El Principat de Transsilvània es va caracteritzar per ser una monarquia electiva on l'alta noblesa hongaresa dirigia aquesta unitat politicoadministrativa independent, que va existir entre els segles XVI i XVIII.
Després de la invasió turca del Regne d'Hongria, Transsilvània va formar un Principat, independent a partir de 1570, amb prínceps de cultura i idioma hongaresos. En 1686 el Sacre Imperi Romanogermànic va recuperar els antics territoris hongaresos de l'Imperi Otomà i posteriorment va expulsar els turcs de la regió de Transsilvània. La independència de Transsilvània es va acabar en 1711, quan quedà sota control austríac.

## Antecedents

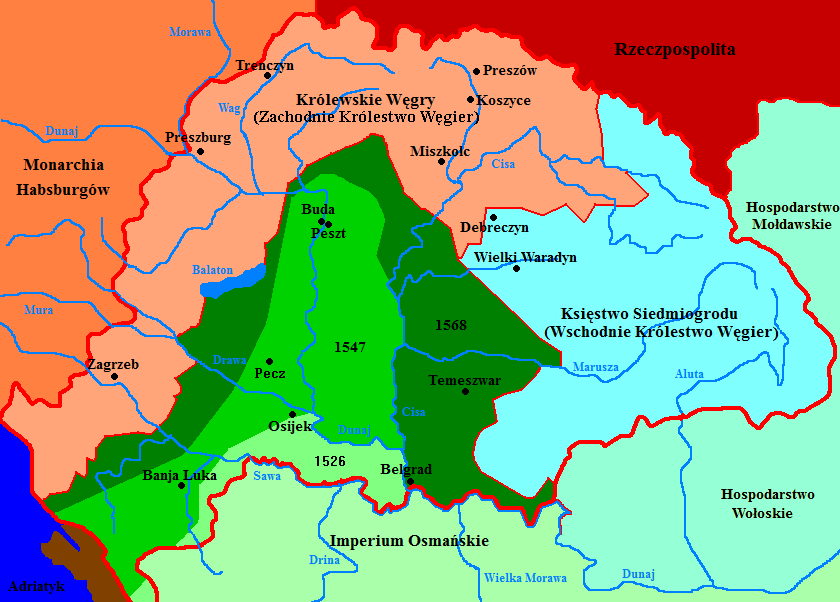
El Regne d'Hongria dividit: Hongria Reial, sota el control dels Habsburg, l'Hongria otomana (en verd) i el Principat de Transsilvània (en blau).

El Regne d'Hongria va ser fundat l'any 1000 pel rei Sant Esteve I, que és considerat el cristianitzador dels hongaresos i el fundador de l'Estat hongarès. Entre 1366 i 1367, el rei hongarès Lluís I el Gran va ser el primer que es va veure forçat a fer front a les invasions turc-otomanes en territori europeu, així com posteriorment els altres monarques hongaresos Segimon d'Hongria i Maties Corví. D'aquesta manera, l'amenaça otomana va continuar assetjant el regne europeu i en 1526 va tenir lloc la Batalla de Mohács, on fou mort el rei Lluís II d'Hongria.
En no deixar hereus que poguessin ocupar el tron, el príncep Ferran d'Habsburg, el germà de l'emperador germànic, i el comte hongarès Joan Szapolyai, voivoda de Transsilvània, van començar una disputa per la corona. El regne va ser dividit en dues meitats, una dels germans i una altra sota el control del rei-príncep Joan I de Transsilvània, que comptava amb suport turc, ja que a canvi de la corona havia ofert vassallatge a l'Imperi Otomà. Aviat després de la mort de Joan I Szapolyai el 1541, els exèrcits turcs van prendre la ciutat de Buda, seu reial hongaresa, es van apropiar del territori central del regne, i van crear el vilayat de Buda. D'altra banda, la regió de Transsilvània sota influència otomana es va independitzar després de signar-se el Tractat d'Espira a 1570 entre l'Emperador Maximilià d'Habsburg i Joan Segimon de Zápolya, fill de Joan I.
L'infant Joan Segimon de Zápolya estava sota la tutela de la seva mare la reina Isabela Jagelló d'Hongria i l'arquebisbe Jordi Martinuzzi, que van actuar com a regents de Transsilvània. Diverses dècades després, es va formar el Principat de Transsilvània el qual continuaria en situació de vassallatge davant l'Imperi Otomà, per tal de conservar la seva independència. Al llarg dels 129 anys d'existència del Principat de Transsilvània existiran 21 Prínceps, els quals serian vassalls del sultà turc i voldran recuperar els territoris hongaresos en mans dels Habsburg per reunificar el Regne d'Hongria. Així conduiran nombroses guerres contra els germànics, moltes vegades aliant-se amb els protestants suecs, francesos i txecs, per obtenir d'aquesta manera suport contra els Habsburg catòlics. A Transsilvània sobreviurà durant aquest període la cultura hongaresa, que es trobava en crisi en estar per una part en mans dels germànics i per una altra en la dels otomans.

## Llista dels prínceps
Abans del segle x s'esmenten en la crònica Gesta Hungarorum els següents governants (en llatí: dux).
- Gelou/Gyalu/Gelu; ? - 904; Governant de les formacions estatals amb població dels valacs i eslava.[1]

| «                  | Gelou ducem blacorum. Gelou uero dux ultra siluanis... | » |
| — Gesta Hungarorum |                                                        |   |

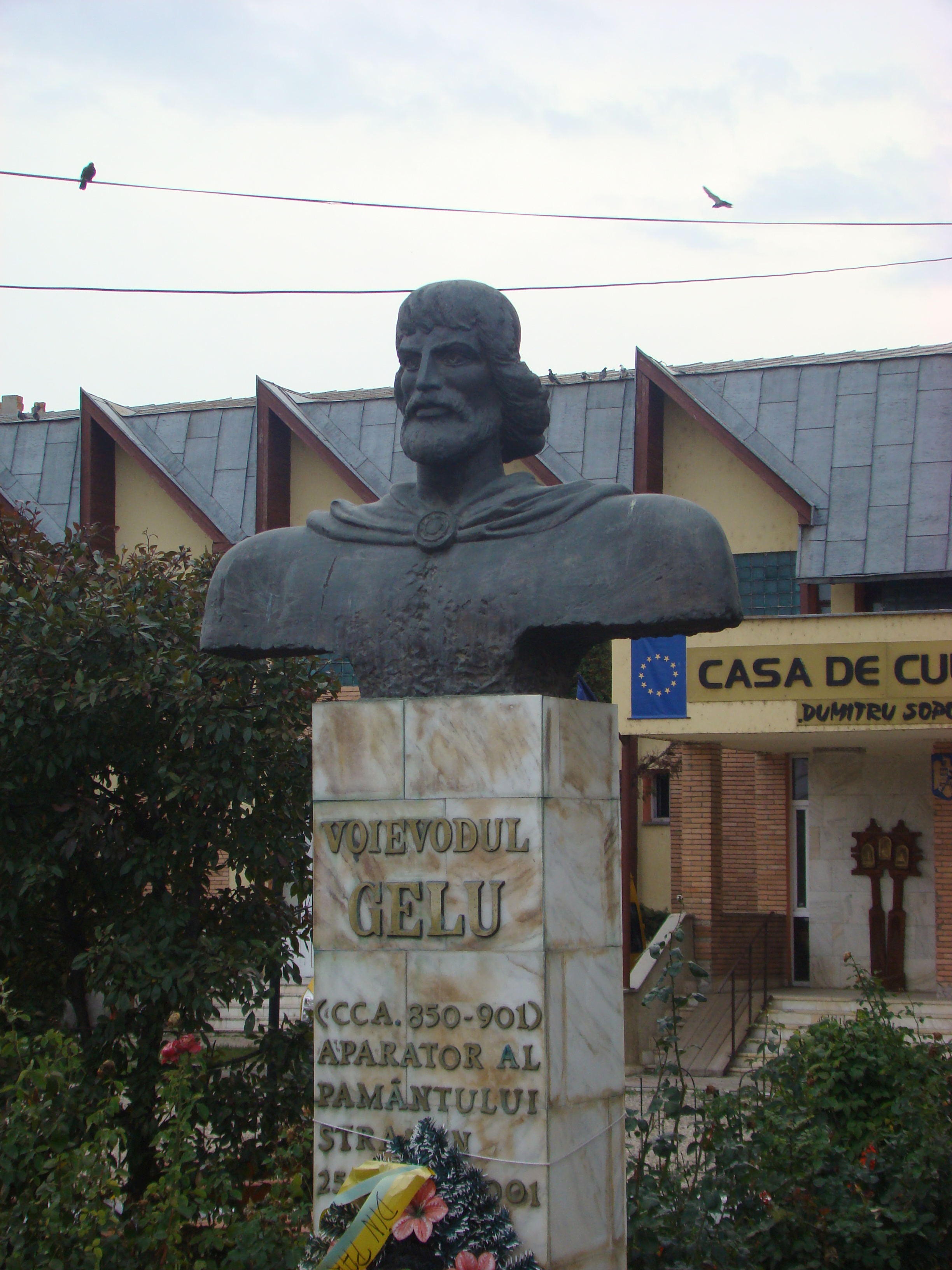
Gelou. Líder dels romanesos

- Tuhutum/Töhötöm/Tétény; 904 - ?; Líder de la tribu magiar dels keszi.

| «                  | Tvhutum uero et filius suus Horca... | » |
| — Gesta Hungarorum |                                      |   |

- Horca/Horka/Harka;?;[2] fill de Tuhutum
- Zombor gyula;?;[3] fill de Horka
- Iula (Gyula)

| «                           | Stephen rex Ungaricus super avunculum suum regem Iulum cum exercitum venit | » |
| — Annales Hildesheimenses - |                                                                            |   |

Iula també es diu Jula, Geula, Gyla i Gyula i Prokuj Prokuj gyula abans de 953 - 1003; Després d'un enfrontament amb el rei hongarès Esteve I, Prokuj gyula és fet presoner i portat a Hongria.

### Voivodat de Transsilvània
- Zoltán Erdőelvi; c.1003

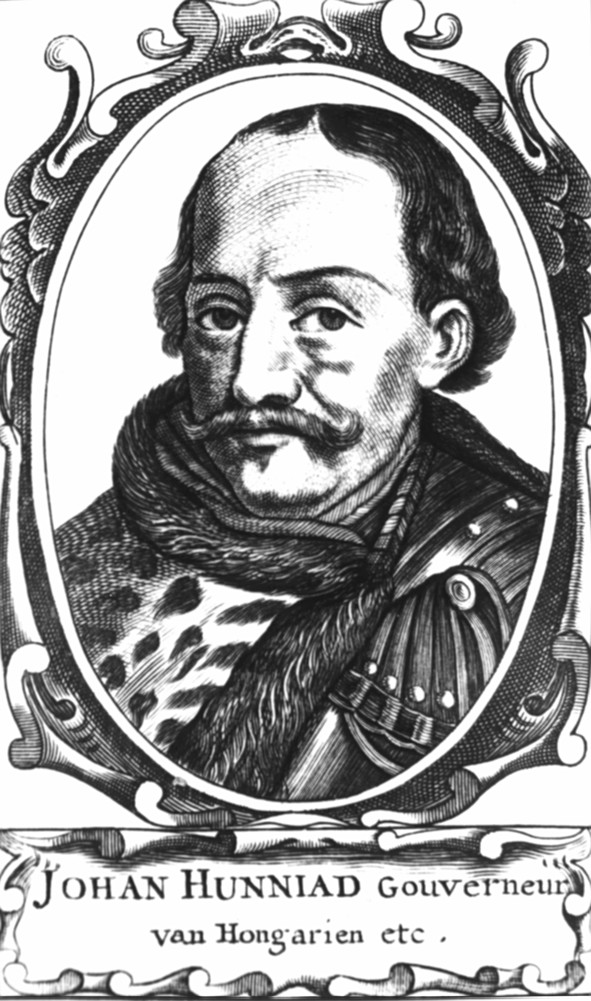
János Hunyadi (Ioan / Iancu de Hunedoara)

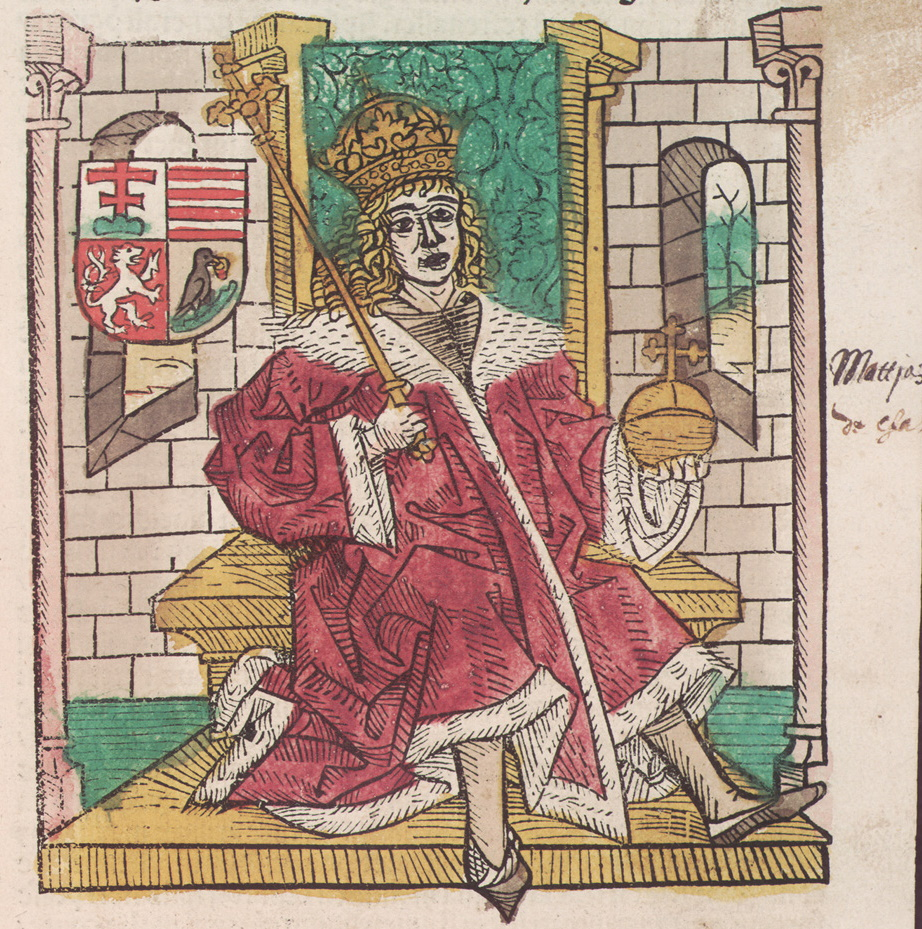
El rei d'Hongria Maties Corví (Matei Corvin)

- Mercurius, princeps Ultrasilvanus; 1103, 1111 - 1113
- Leustachius Rátót (Eustachius), voivoda de Transsilvània; aprox. 1164 - 1176
- Legforus (Szegfor); 1199 - 1200
- Eth; 1200
- Gyula Kán; 1201 - 1202; primer cop
- Nicolae I; 1201 - 1202
- Benet, fill de Korlat; 1202 - 1206; primer cop
- Smaragdus Zsámboki; 1206 - 1208
- Benedict; 1208 - 1209; primer cop
- Mihail Kacsics; 1209 - 1212
- Berthold de Andechs-Meran, arquebisbe de Calocea; 1212 - 1213
- Nicolae II; 1213
- Gyula Kán; 1213 - 1214; segon cop
- Simion; 1215
- Ipoth (Ipolit); 1216 - 1217
- Rafail (Rafain/Rafaion); 1217 - 1218
- Neuka (Nevke/Leuka); 1219 - 1221
- Paul, fill de Petru; 1221 - 1222
- Mihail Kacsics; 1222; segon cop
- Pósa Csáki, fill de Solum/Sólyom; 1226- 1231; primer cop
- Gyula Rátót; 1229 - 1233; fill de Leustachius
- Dionysius Tomaj (Denís el Nassut); 1233 - 1234
- Serafin; 1235
- Andrei; 1235; fill de Serafin
- Pósa Csáki, fill de Solum/Sólyom; 1235- 1241; segon cop
- Laurențiu Aba; 1242 - 1252
- Esteve (Dux Transilvaniae); 1257 - 1258; fill del rei Bela IV, primer cop
- Ernye Ákos, ban a Transsilvània; 1258 - 1261
- Esteve; 1260 - 1270; segon cop
- Ladislau I Kán; 1261 - 1265; primer cop
- Nicolae Geregye; 1265 - 1270; primer cop
- Matei Csáki; 1270 - 1272; primer cop
- Nicolae Geregye; 1272 - 1274; segon cop
- Ioan Kőszegi; 1273
- Egidius Monoszló; 1274
- Matei Csáki; 1274 - 1275; segon cop
- Ugrinus Csáki; 1275; primer cop
- Ladislau I Kán; 1275 - 1276; segon cop
- Ugrinus Csáki; 1276; segon cop
- Matei Csáki; 1276 - 1277; tercer cop
- Nicolae Meggyesi descendent de Pok; 1277; primer cop
- Finta Aba; 1278 - 1280
- Ștefan Merai; 1280
- Petru, fill de Dominic; 1280
- Lóránd Borsa; 1282; primer cop
- Apor Péc; 1283 - 1284
- Lóránd Borsa; 1284 - 1285; segon cop
- Moise/Moyus Ákos; 1287 - 1288
- Lóránd Borsa; 1288 - 1294; tercer cop
- Ladislau Kán II; 1294 - 1315
- Ladislau Kán III; 1315; rei sense confirmar
- Nicolae Meggyesi descendent de Pok; 1315 - 1316; segon cop
- Doja Debreceni (Dózsa Debreceni en hongarès); 1318 - 1321; fill d'Andrei
- Toma Szécsényi; 1321 - 1342
- Nicolae Sirokai (hongarès Miklós Sirokay); 1342 - 1344
- Ștefan Lackfi; 1344 - 1350
- Toma Gönyűi; 1351; descendent de Csor
- Nicolae Raholcai Kont; 1351 - 1356
- Andrei Lackfi; 1356 - 1359
- Dionisie Lackfi; 1359 - 1367
- Nicolae Lackfi; 1367 - 1368
- Emeric Lackfi; 1369 - 1372
- Ștefan Lackfi al II-lea; 1373 - 1376; germa d'Emeric
- Ladislau Losonczi; 1376 - 1391
- Emeric Bebek I (Bubek); 1392 - 1393
- Frank (de) Szécsényi; 1393 - 1395
- Stibor de Stiboricz; 1395 - 1401; primer cop
- Nicolae Csáki i Nicolae Marcali; 1401 - 1403; primer cop
- Ioan Tamási i Iacob Lackfi; 1403 - 1409
- Stibor de Stiboricz; 1410 - 1414; segon cop
- Nicolae Csáki; 1415 - 1426; segon cop
- Ladislau al IV-lea Csaki; 1426 - 1435; fill de Nicolea Csaki
- Ladislau al IV-lea Csaki i Petru Cseh (Cheeh); 1436 - 1437
- Petru Cseh; 1437 - 1438; segon cop
- Desideriu (de) Losonczi; 1438 - 1440
- Ladislau al V-lea Jakcs; des del gener de 1441
- Ioan de Hunedoara; 1441 - 1446; fill del príncep Voicu (Vajk)
- Emeric Bebek al II-lea i Nicolae de Ujlak (hongarès Miklós Újlaki) 1446 - 1447
- Emeric Bebek al II-lea i Ioan de Hunedoara; maig - octubre 1448
- Ioan (de) Rozgonyi; 1449 - 1460
- Nicolae de Ujlak (hongarès Miklós Újlaki); 1449 - 1458; segon cop
- Sebastian (de) Rozgonyi; 1458 - 1461
- Nicolae de Ujlak (hongarès Miklós Újlaki); 1460; tercer cop
- Ladislau Kanizsai; 1460
- Nicolae de Ujlak (hongarès Miklós Újlaki) i Ioan Pongracz de Dindeleag (Ioan Dindelegi Pongrácz); 1462 - 1465
- Sigismund (de) Szentgyörgyi i Ioan Szentgyörgyi (de Sancto Giorgia); 1465 - 1467
- Ioan Dindelegi Pongrácz i Nicolae Csupor; 1468 - 1472
- Blasius Magyar (hongarès Balázs Magyar); 1472 - 1475
- Ioan Dindelegi Pongrácz; 1475 - 1476; segon cop
- Petru Vingárti Geréb; 1478 - 1479
- Ștefan Bathory I d'Ecsed; 1479 - 1493
- Bartolomeu Dragfi; 1493 - 1499; descendent de Drag de Maramureș
- Ladislau de Losoncz al II-lea (Ladislau Losonczi al II-lea); 1493 - 1495
- Petru Szentgyörgyi și de Bozin; 1499 - 1510
- Ioan Zápolya; 1510 - 1526; llavors rei d'Hongria
- Petru Perényi; 1526 - 1529
- Ștefan Báthory de Șimleu; 1529 - 1530
- Hieronymus Laski; 1531 - 1534
- Ștefan Majláth; 1534 - 1538
- Imre Balassa; 1538 - 1540
- Gheorghe Martinuzzi; 1541 - 1552; governador
- Andrei Bathori de Ecsed; 1552 - 1553
- István Dobó i Francisc Kendi; 1553 - 1556
- Vacant; 1557 - 1571

## Prínceps de Transsilvània

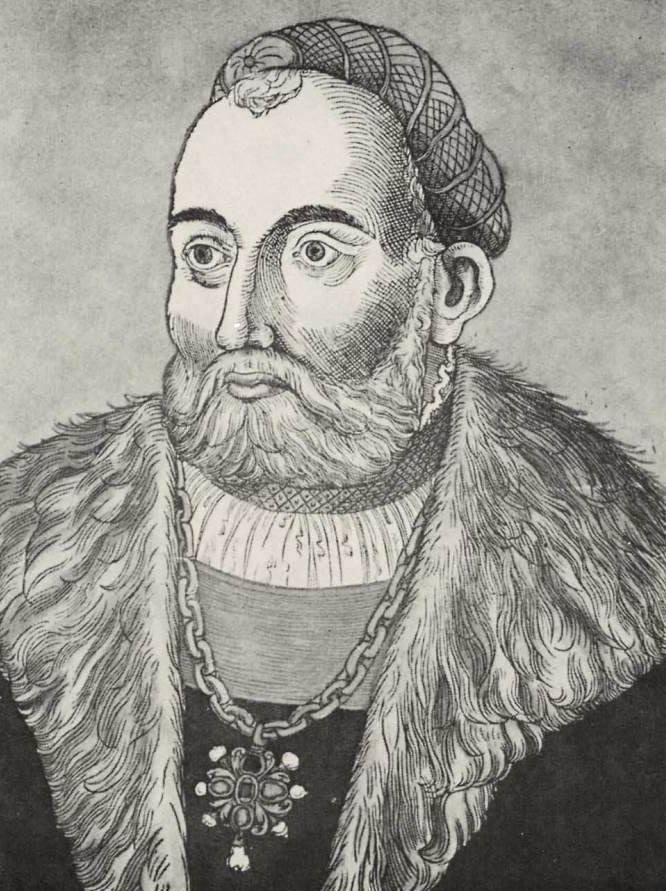
Joan I d'Hongria (Ioan I Zápolya)

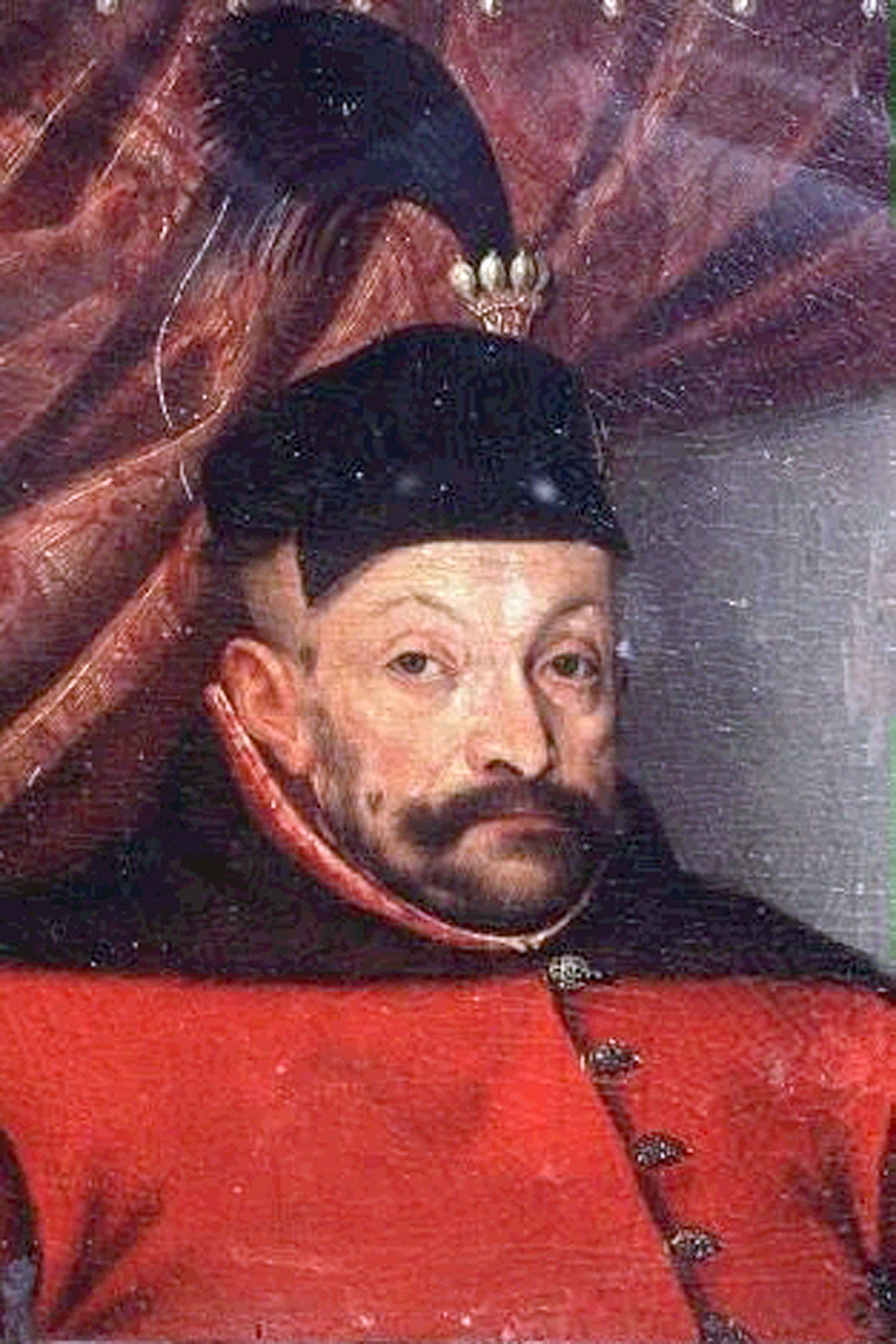
Esteve Bathory I (Ștefan Báthory / Báthory István)

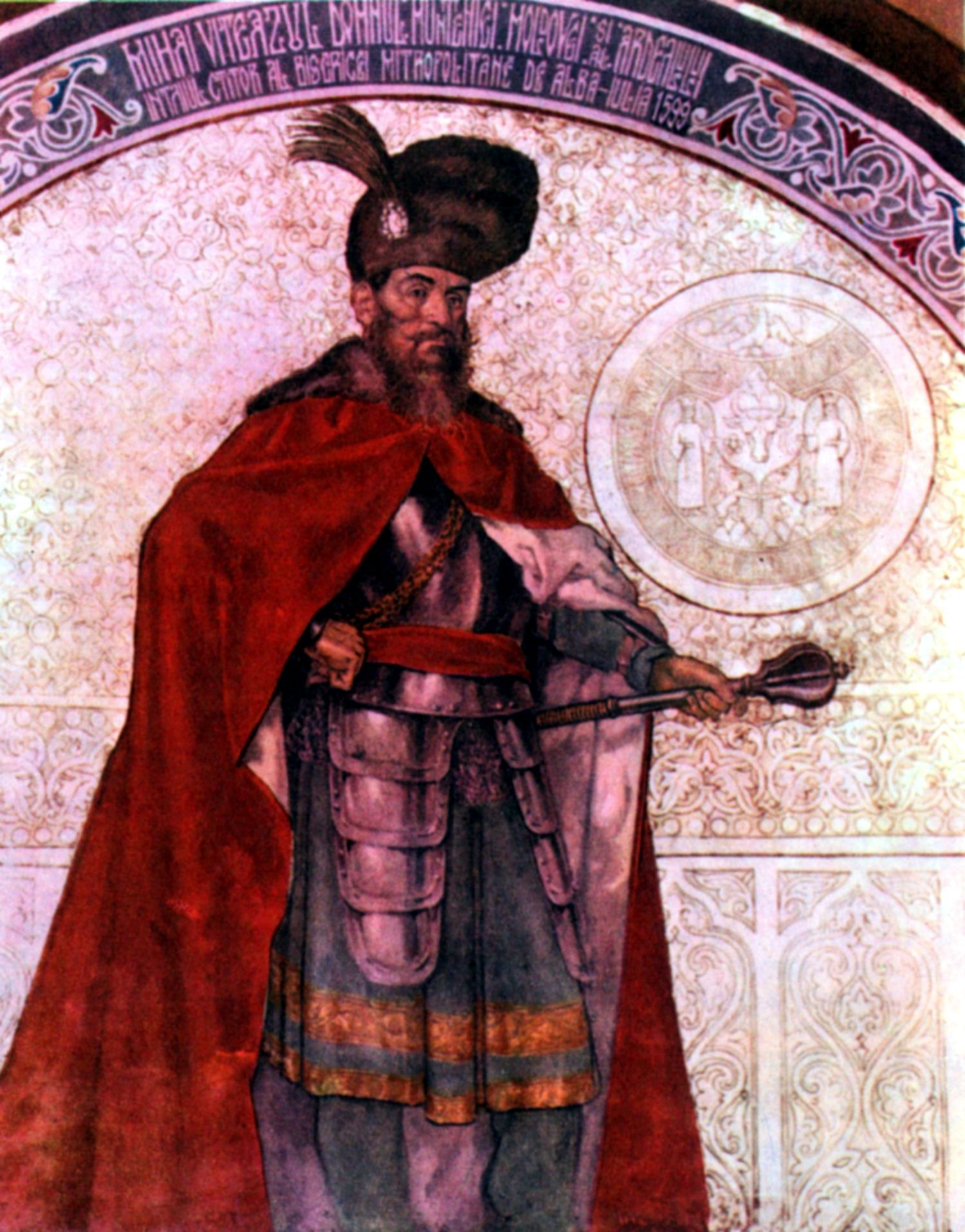
Miquel el Valent (Mihai Viteazul)

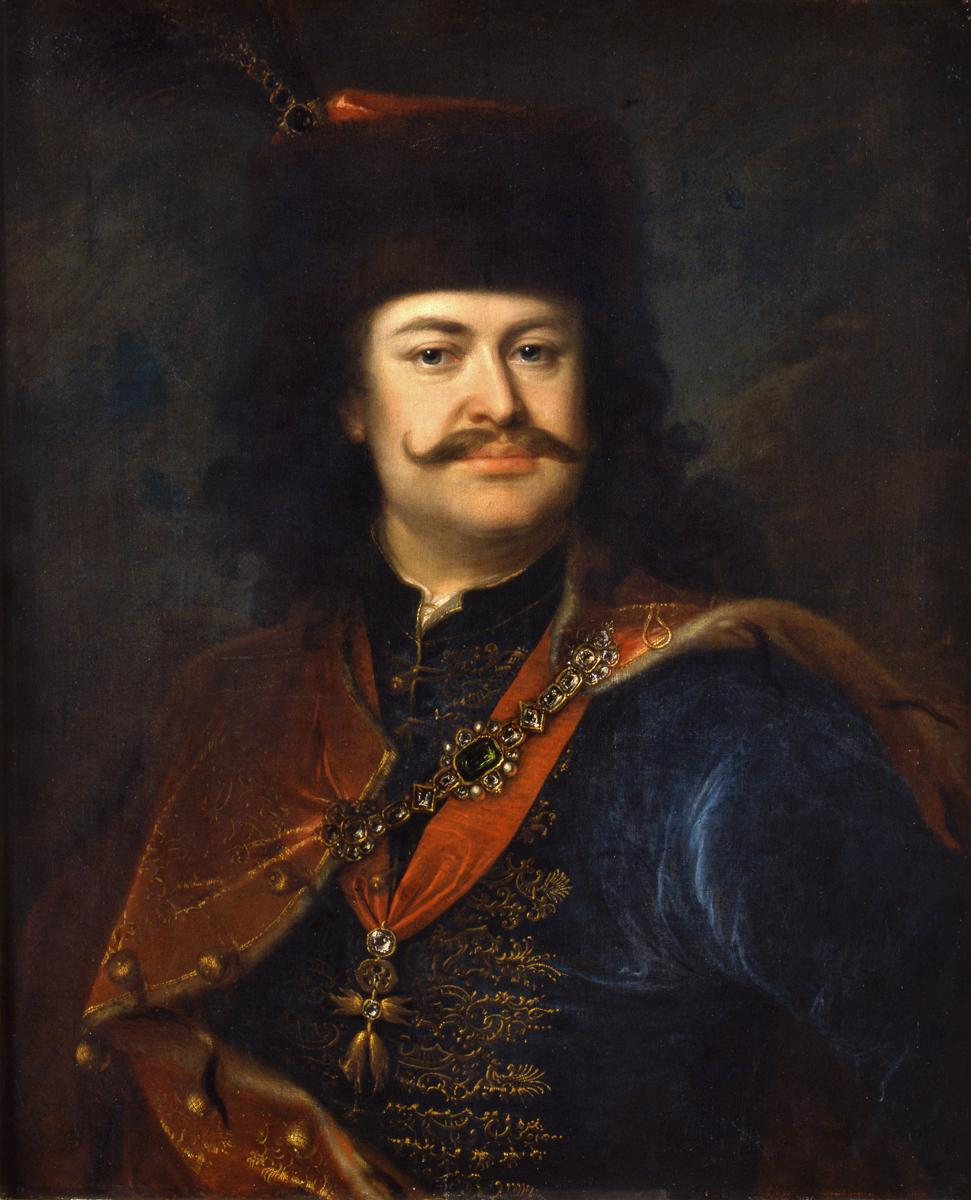
Francesc Rákóczi II (Francisc Rákóczi al II-lea / II.Rákóczi Ferenc)

- Joan I d'Hongria (Ioan I Zápolya); 1526 - 1540
- Isabela Jagelló d'Hongria (Isabella Jagiello Zapolya); 1540 - 1551; dona de Joan Zápolya, regent
- Jordi Martinuzzi (Gheorghe Martinuzzi / George Fráter); 1542 - 1551; regent
- Ferran I del Sacre Imperi Romanogermànic; 1551 - 1556; fill de Felip I (Espanya)
- Isabela Jagelló d'Hongria; 1556 - 1559; segon cop
- Joan Segimon Záploya (Ioan Sigismund Zápolya / Ioan al II-lea Sigismund Zápolya); 1570 - 1571
- Esteve Bathory I (Ștefan Báthory); 1571 - 1575
- Cristòfol Báthory (Cristofor Báthory); 1575 - 1581; germà de Ștefan Báthory
- Segimon Bathory (Sigismund Báthory); 1581 - 1594; fill de Cristofor Báthory, primer cop
- Boldizsár Báthory; 1594
- Segimon Bathory (Sigismund Báthory); 1594 - 1598; segon cop (va estendre la seva autoritat sobre Moldàvia i Valàquia, creant l'anomenat "pla daci"
- Maria Cristina d'Habsburg; 1597; primer cop
- Rodolf II del Sacre Imperi Romanogermànic; 1598
- Maria Cristina d'Habsburg; 1598; segon cop
- Segimon Bathory (Sigismund Báthory); 1598 - 1599; tercer cop
- Andreu Báthory (Andrei Báthory); 1599; cosí de Segimon Bathory
- Miquel el Valent (Mihai Viteazul); 1599 - 1601; primera a unir Valàquia, Transsilvània i Moldàvia
- Giorgio Basta; 1601 - 1603; en nom de l'emperador Rodolf II
- Moisès Székely (Moise Székely) (Secuiul); 1603 - 1604
- Esteve Bocskai (Ștefan Bocskai); 1604 - 1606
- Segimon II Rákóczi (Sigismund Rákóczi); 1607 - 1608
- Gabriel Báthory; 1608 - 1613; germà de Ștefan Báthory
- Gabriel Bethlen; 1613 - 1629
- Caterina de Brandenburg; 1629 - 1630; esposa de Gabriel Bethlen
- Esteve Bethlen (Ștefan Bethlen); 1630; fill de Gabriel Bethlen
- Jordi Rákóczi I (Gheorghe Rákóczi I); 1630 - 1648; fill de Sigismund Rakoczi
- Jordi Rákóczi II (Gheorghe Rákóczi al II-lea); 1648 - 1657; fill de Gheorghe I
- Francesc Rhédei (Francisc Rhédei); 1657 - 1658;
- Ákos Barcsay (Achatius Barcsai); 1658 - 1660
- Jordi Rákóczi II (Gheorghe Rákóczi al II-lea); 1659 - 1660; segon cop
- Joan Kemény (Ioan Kemény); 1661 - 1662
- Miquel Apafi I (Mihai Apafi I); 1662 - 1690
- Emeric Thököly (Imre Thököly); 1690 - 1691
- Miquel Apafi I (Mihai Apafi al II-lea); 1690 - 1696; fill de Mihai Apafi I
- Leopold I; 1691 - 1705
- Francesc Rákóczi II (Francisc Rákóczi al II-lea); 1704 - 1711. El 7 juliol de 1704 la Dieta de Transsilvània reunida a Alba Iulia va proclamar Francesc II Rákóczi com a Príncep de Transsilvània. La revolta contra els Habsburg que liderava no va reeixir. L'autoritat de la Casa d'Habsburg a Transsilvània i Hongria van ser realment restaurada el 1711 per la Pau de Satu Mare.
- Carles VI del Sacre Imperi Romanogermànic; 1711 - 1740; fill de Leopold I
- Maria Teresa I d'Àustria; 1740 - 1765; filla de Carles VI